# 奈格勒·奈特
奈格勒·奥斯卡·奈特（英語：Negele Oscar Knight，1967年3月6日—），美国NBA联盟前职业篮球运动员。他在1990年的NBA选秀中第2轮第31顺位被菲尼克斯太阳选中。